# Allium speculae
Allium speculae — вид трав'янистих рослин родини амарилісові (Amaryllidaceae), ендемік штатів Алабама та Джорджія, США.

## Опис
Цибулин 1–5+, не кореневищні, яйцеподібні, 1–5 × 1–2 см; зовнішні оболонки містять одиночну цибулину, сіруваті або коричневі, сітчасті; внутрішні оболонки білуваті. Листки стійкі, зелені в період цвітіння, 3+; листові пластини плоскі, жолобчасті, 10–30 см × 1–2 мм, краї цілі. Стеблина стійка, одиночна (іноді 2 у культурних рослин), прямостійна, циліндрична, 20–30 см × 1–3 мм. Зонтик стійкий, прямостійний, компактний, 10–15-квітковий, півсферичний, цибулинки невідомі. Квіти ± дзвінчасті, 5–6 мм; листочки оцвітини широко розлогі, рожеві, еліптичні, ± рівні, краї цілі, верхівка тупа. Пиляки світло-жовті; пилок білий до світло-жовтого. Насіннєвий покрив блискучий. 2n = 14.
Період цвітіння: червень.

## Поширення
Ендемік штатів Алабама та Джорджія, США.
Населяє гнейси та піщаний ґрунт, під охороною; 300 м.